# Авария (фильм, 1974)
«Авария»  — советский фильм режиссёра Витаутаса Жалакявичюса, снятый в 1974 году по одноимённой повести швейцарского писателя Фридриха Дюрренматта.

## Сюжет
Машина Альфредо Трапса (Адомайтис), поднявшегося из низов и ныне процветающего торгового представителя, ломается где-то в сельской местности. Приехавший для ремонта сотрудник техпомощи Фридрих предлагает ему переночевать в доме старого судьи. Вечером к хозяину приходят гости: бывшие прокурор, адвокат и палач. Во время трапезы они предлагают Альфредо сыграть в своеобразную игру, которая, по существу, является полушутливой имитацией судебного процесса. Для начала Трапсу предлагают рассказать историю своей жизни. Изрядно выпив вина, торговый представитель сообщает некоторые деликатные подробности своей биографии.
Анализируя их, бывший прокурор раскручивает историю любовной связи между Трапсом и женой его бывшего шефа Гигакса, которая и могла привести к смерти последнего, хотя в реальности тот умер от инфаркта миокарда. Импровизированный суд приговаривает Альфредо к смертной казни, что вызывает всеобщее веселье, к которому присоединяется и Трапс. В процессе веселья судья, как бы ненароком, что-то шепнул на ухо палачу.
С утра Трапс уезжает на как будто отремонтированной машине, однако на горной дороге его автомобиль попадает в катастрофу.

## В ролях
| Актёр                | Роль                                                                                  |
| -------------------- | ------------------------------------------------------------------------------------- |
| Регимантас Адомайтис | Альфредо Трапс (озвучивал Вячеслав Шалевич)                                           |
| Ростислав Плятт      | прокурор Курт Цорн                                                                    |
| Бронюс Бабкаускас    | адвокат (озвучивал Георгий Куликов)                                                   |
| Юри Ярвет            | судья (озвучивал Алексей Консовский)                                                  |
| Ирина Мирошниченко   | Симона                                                                                |
| Николай Шацкий       | палач Пиле                                                                            |
| Эрвин Кнаусмюллер    | вице-президент общества скотоводов Шпигель (в титрах не указан)                       |
| Наталья Кустинская   | странная дама в автомобиле                                                            |
| Валентин Никулин     | работник техобслуживания Фридрих (озвучивал Владимир Ферапонтов) (в титрах не указан) |

## Съёмочная группа
- Автор сценария — Витаутас Жалакявичюс
- Режиссёр-постановщик — Витаутас Жалакявичюс
- Главный оператор —Анатолий Кузнецов
- Композитор и дирижёр — Вячеслав Овчинников
- Директор картины — Наум Поляк

## О фильме
…затхлая и пыльная атмосфера заброшенного дома, в котором давно уже не живут, давно уже коротают оставшиеся дни отставные служители правосудия — судья, прокурор, адвокат, палач, — столь же затрёпанные и замшелые, как мебель прошлого века, как выцветшие фотографии, как претенциозные картины, как потрескавшийся хрусталь в допотопном буфете. Однако пусть эта безжизненность персонажей и обстановки не обманывает Трапса, — едва придёт час игры, едва старики наденут свои обветшавшие тоги, они словно помолодеют, и в голосах их зазвучит металл.— «Советский экран», 1974.
- Журнал «Советский экран» называет причину интереса режиссёра Витаутаса Жалакявичюса к пьесе Фридриха Дюрренматта, которая во многом определила художественные особенности картины:

Мне давно хотелось поставить спектакль на сцене или сделать «актёрский фильм», ибо в кино мы отдаём слишком много времени работе над зрительной стороной и слишком мало общаемся с актёрами, репетируем. А специфика театрального мышления Дюрренматта предоставила мне такую возможность.— «Советский экран», 1974.